# 亞阿里加瓦巴爾村
亞阿裡加瓦巴爾村（波斯語：ياعلي گوابر），是伊朗吉兰省阿姆拉什县中央區南阿姆拉什鄉的一个村。2006年人口普查顯示該村人口为297人，分佈在74个家庭中。